# ARVI labdarúgó-aréna
Az ARVI futball aréna vagy más néven Sūduva Stadion  egy labdarúgó stadion Marijampolėban, az FK Sūduva Marijampolė, valamint a litván válogatott otthona. A nemzeti csapat 2008 és 2010 között játszott itt. Litvánia függetlenségének visszaállítása óta ez volt az első új építésű stadion az országban.
2008-ban a nyitó mérkőzést az FBK Kaunas csapatával játszotta és 0-0 lett az eredmény. Az első gólt ebben a stadionban Sergej Koziuberda  szerezte.  Első nemzetközi kupamérkőzést 2008.július 17-én a walesi The New Saints FC ellen játszotta a UEFA-kupában a csapat.
A stadion mellett egy 2660 férőhelyes fedett labdarúgópálya is található, ahol egész évben lehet mérkőzéseket rendezni.
2009-ben tovább bővítették a lelátót. 6500 férőhelyes. Névadó szponzora az ARVI Enterprises Group.